# Коцюбинчики
Коцюбинчики (укр. Коцюбинчики) — село в Гусятинской поселковой общине Чортковского района Тернопольской области Украины.
Население по переписи 2001 года составляло 595 человек. Почтовый индекс — 48526. Телефонный код — 3552.